# Campionati del mondo di mountain bike 2012 - Cross country eliminator maschile
Il Cross country Eliminator Uomini dei Campionati del mondo di mountain bike 2012 si è svolto il 9 settembre 2012 a Saalfelden, in Austria. La gara è stata vinta dallo svizzero Ralph Näf.

## Ordine d'arrivo
| Pos. | Corridore          | Squadra   |
| ---- | ------------------ | --------- |
| 1    | Ralph Näf          | Svizzera  |
| 2    | Miha Halzer        | Slovenia  |
| 3    | Daniel Federspiel  | Austria   |
| 4    | Christian Pfäffle  | Germania  |
| 5    | Manuel Fumic       | Germania  |
| 6    | Fabrice Mels       | Belgio    |
| 7    | Simon Gegenheimer  | Germania  |
| 8    | Paul van der Ploeg | Australia |